# Flugplatz Neumünster

i7
i11
i13

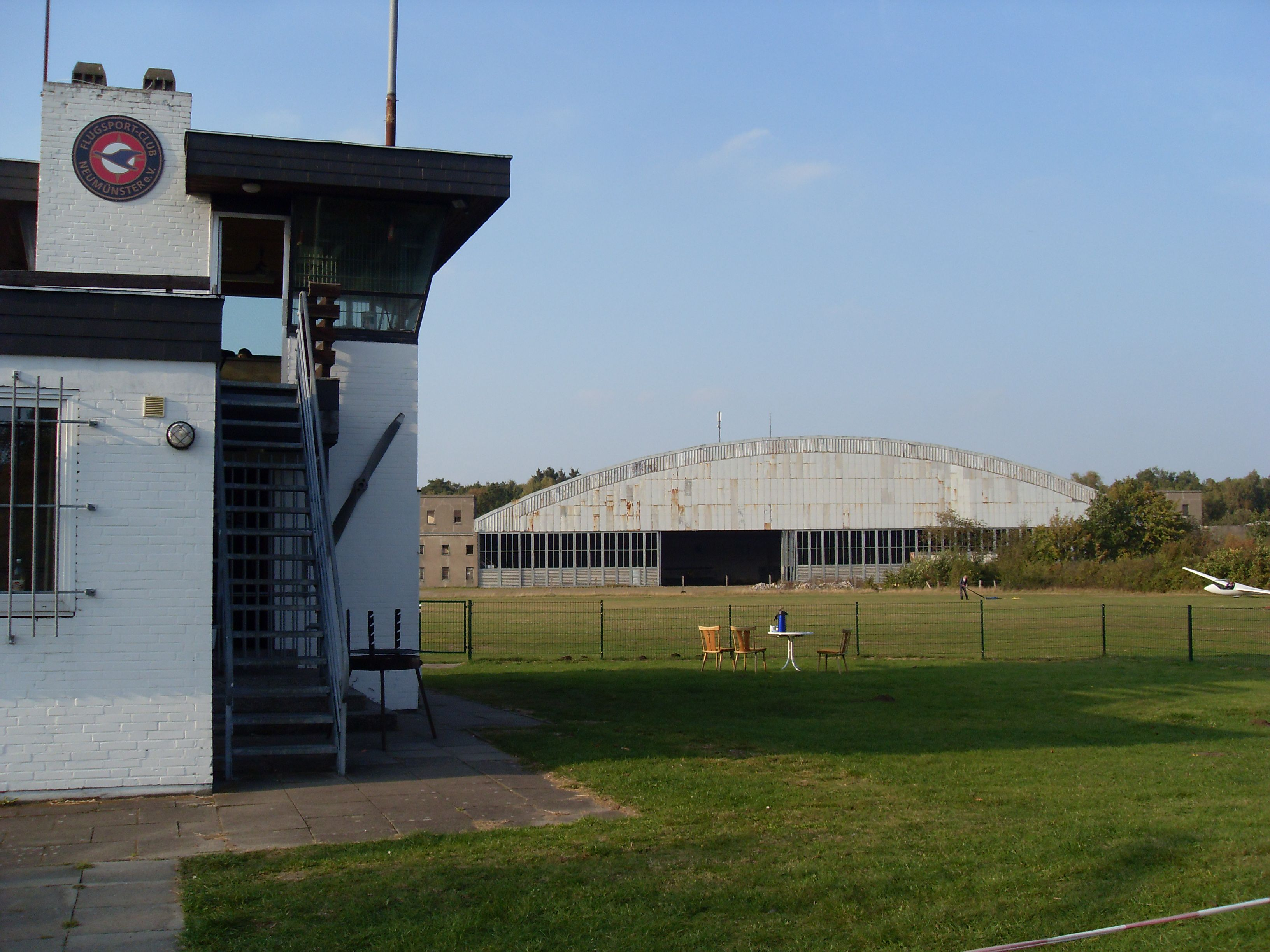
Turm und Hangar am Flugplatz Neumünster

Der Flugplatz Neumünster (IATA-Code: EUM, ICAO-Code: EDHN) ist ein Verkehrslandeplatz am westlichen Rand der schleswig-holsteinischen Stadt Neumünster im Stadtteil Böcklersiedlung-Bugenhagen. Er wird vom Flugsportclub Neumünster e. V. betrieben. Am Platz befinden sich eine Segelflughalle, eine Motorflughalle, ein Hangar aus dem Zweiten Weltkrieg, eine Tankstelle mit den Luftfahrtkratfstoffen UL 91, AvGas, Diesel und Öl sowie der Tower.

## Zulassung
Der Flugplatz ist für alle Hubschrauber, Motorsegler, Segel- und Ultraleichtflugzeuge, Ballone, Luftschiffe, Fallschirmspringer und Flugmodelle bis zu 5700 kg Gewicht zugelassen. Der Modellflugplatz befindet sich auf der südlichen Seite des Platzes.

## Geschichte
Im April 1940 begann das Unternehmen Weserübung. Dabei spielten die Flugplätze in Schleswig-Holstein (z. B. Flugplatz Uetersen/Heist und Neumünster) eine wichtige Rolle. In Neumünster waren ab dem 2. April Gebirgsjäger und andere Infanterieverbände zusammengezogen worden, um sie dann ab dem 9. April 1940 nach Narvik und Oslo-Fornebu zu fliegen. Zu diesem Zweck wurden die 'Kampfgruppe zur besonderen Verwendung 102' (mit JU 52) und die 'Kampfgruppe zur besonderen Verwendung 107' (mit JU 90 und G 38) nach Neumünster verlegt.
Bei Beginn des Westfeldzuges lag die I. Gruppe des Lehrgeschwaders 2 hier.
Im April 1944 wurde der Flugplatz zum ersten Mal von US-Tieffliegern angegriffen.
Britische Truppen besetzten im Verlauf des 4. Mai 1945 den unbeschädigten Flugplatz. An diesem Tag wurden auch die über tausend Zwangsarbeiter aus allen Teilen Europas befreit, die für die 'Land und See GmbH' in Neumünster arbeiteten.
Am Abend des 4. Mai 1945 kapitulierte Hans-Georg von Friedeburg im Auftrag des letzten Reichspräsidenten Karl Dönitz bei Lüneburg vor dem britischen Feldmarschall Montgomery; dies war das faktische Ende aller Kampfhandlungen in Norddeutschland, Dänemark, Norwegen und den nördlichen Niederlanden (also dem weitaus größten Teil jenes Territoriums, das zu diesem Zeitpunkt noch von deutschen Truppen gehalten wurde).
Die folgende Tabelle zeigt eine Auflistung ausgesuchter fliegender aktiver Einheiten (ohne Schul- und Ergänzungsverbände) der Luftwaffe der Wehrmacht die hier zwischen 1939 und 1945 stationiert waren.
| Von            | Bis           | Einheit                                                      |
| -------------- | ------------- | ------------------------------------------------------------ |
| August 1939    | November 1939 | III./ZG 26 (III. Gruppe des Zerstörergeschwaders 27)         |
| September 1939 | Oktober 1939  | Stab, II./JG 77 (Stab und II. Gruppe des Jagdgeschwaders 77) |
| März 1940      | Mai 1940      | I.(Jagd)/LG 2 (I. (Jagd-)Gruppe des Lehrgeschwaders 2)       |
| November 1939  | Februar 1940  | II./ZG 1                                                     |
| Februar 1940   | März 1940     | II./KG 26                                                    |
| Juli 1941      | Juli 1941     | 2./JG 51                                                     |
| Mai 1943       | Juni 1943     | III./JG 11                                                   |
| April 1945     | Mai 1945      | I./KG 66                                                     |

1950 musste ein Teil des Flugplatzes der neu errichteten Böcklersiedlung weichen.

## Sonstiges
Ende der 1930er Jahre wurde in Kleinkummerfeld ein Scheinflugplatz eingerichtet. Sein Zweck war es, das Interesse feindlicher Aufklärungsflugzeuge von Neumünster abzulenken. Neumünster mit seiner umfangreichen Textilindustrie, dem großen Reichsbahn-Ausbesserungswerk und dem Flugplatz galt als ein lohnendes Ziel.